# معماری مایا

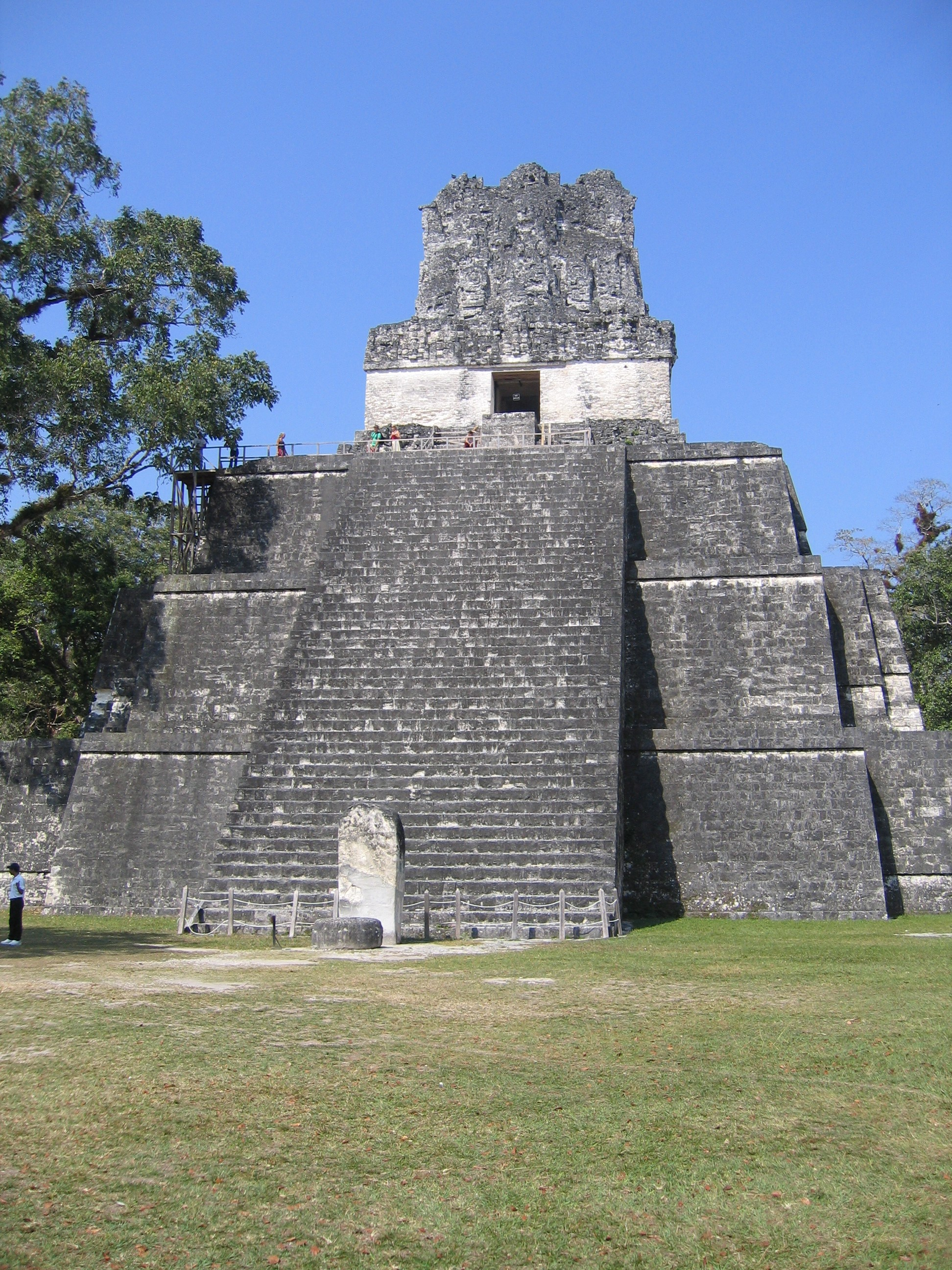
هرم مایا با سقف شانه‌ای

معماری مایاها که تا به امروز به جای مانده عمدتاً مبتنی بر ساخت منازل شهری و روستایی، کاخ‌های شاهی و معابد و هرم‌های مذهبی- عبادی و سامانه‌های شهری مانند کانال هاو مخازن آب، راه‌های شهری و بین شهری می‌شد. خیابان‌ها عمدتاً به صورت سنگفرش بودند و برای طراحی شهر مهندسان امر ابتدا نقشه شهر را طراحی کرده و سپس نظر مساعد شاه را می‌گرفتند. معمولاً ساختمان‌های مذهبی مایاها که به صورت هرم بود با مذهب و ایدئولوژی و نیز با گاهشماری مایایی در ارتباط بود. پلکان در معماری جایگاه ویژه‌ای داشت و در همه آثار بگونه‌ای بچشم می‌آید. در نمای ساختمان از موزاییک و انواع رنگ استفاده می‌شد و به‌کارگیری نقوش و تصویرهای مختلف در درون اتاق‌ها یا راهروها و نمای خارجی ساختمان‌های فاخر ویژگی دیگر معماری آمریکای مرکزی در عصر طلایی مایاها بود. مصالح ساختمانی اصلی در معماری مایاها را سنگ آهک تشکیل می‌داد که عمده آثار مایایی از سنگ آهک درست شده‌اند.